# Peter Hyla Gawne Stallard
Sir Peter Hyla Gawne Stallard KCMG CVO MBE (* 6. März 1915 in Holme Hale, Norfolk; † 25. Oktober 1995) war ein britischer Kolonialverwalter und -gouverneur.
Stallard war vom 9. Dezember 1961 bis zum 11. Juli 1966 Gouverneur von Britisch-Honduras und danach von 1966 bis 1974 Vizegouverneur der Isle of Man.